# Samuel Štefánik
Samuel Štefánik (Bánovce nad Bebravou, 16 november 1991) is een Slowaaks voetballer die als middenvelder speelt.

## Clubcarrière
Štefánik begon zijn loopbaan bij AS Trenčín waarvoor hij honderd wedstrijden speelde. Op 2 september 2013 tekende hij voor drie seizoenen bij N.E.C.. Met de Nijmeegse club degradeerde hij. Op 11 augustus 2014 werd bekend dat hij zijn loopbaan voortzet bij SK Slovan Bratislava uit Slowakije. Per 1 januari 2016 werd zijn tot medio 2018 doorlopende contract ontbonden. Later die maand tekende hij een contract tot het einde van het seizoen bij het Poolse Podbeskidzie Bielsko-Biała. Vervolgens tekende hij een contract bij Bruk-Bet Termalica Nieciecza. In januari 2019 keerde hij terug naar Slowakije bij FK Železiarne Podbrezová. In augustus 2020 keerde hij terug bij Nieciecza. In 2022 keerde hij wederom terug in Slowakije bij FC Spartak Trnava.

## Interlandcarrière
Onder leiding van bondscoach Ján Kozák debuteerde Štefánik op 14 augustus 2013 voor het Slowaaks voetbalelftal in een vriendschappelijke wedstrijd tegen Roemenië. Hij viel in dat duel na 65 minuten in voor aanvoerder Marek Hamšík. Ook invaller David Depetris (Çaykur Rizespor) maakte in die wedstrijd zijn debuut voor de nationale A-ploeg.